# ニコル・フォーセット
ニコル・フォーセット（Nicole Marie Fawcett、1986年12月16日 - ）は、アメリカ合衆国の元女子バレーボール選手。元アメリカ合衆国代表。

## 来歴

### 高校まで
1986年、テキサス州サンアントニオで生まれる。母はライト州立大学（オハイオ州）時代にはバレーボール選手、その父が1945年のボルチモア・オリオールズ投手というアスリートの家系である。
オハイオ州ローガン郡ゼインズフィールドで育ち、ベンジャミン・ローガン高校時代は、バレーボール代表選手及び走高跳代表選手であった。2004-05年シーズンにはアタック本数で高校新記録を樹立し、その年のオハイオ州Gatorade Playerに選出された。
ニコルは2003年のアメリカユース代表、2004年にはアメリカジュニア代表に選出された。この間、カナダのウィニペグで開催されたNORCCECAジュニア大会では金メダルを獲得した。地元のAtlantis Volleyball Clubに所属して、オハイオ州のアタック本数記録を樹立している。
進学時期になり同世代で全米の3本指に入る選手と目される中、ニコルは進学先にペンシルベニア州立大学を選ぶ。理由のひとつとして、同学のレクリエーションビルがどの大学よりもお気に入りの場所になったためと語っている。

### ペンシルベニア州立大学
2005年のルーキーイヤーに早くもAVCA（全米バレーボールコーチ協会）のフレッシュマン・オブ・ザ・イヤーに選出され、ペンシルベニア州立大学の歴史に名を刻んだ。
大学4年間で4度オールアメリカンに選抜され、2008年にはホンダスポーツ賞を受賞した。

### プロ選手
2009年3月、プエルトリコ女子スーパーリーグのGigantes de Carolinaと契約しプロ選手として歩み始める。デビュー戦となったLlaneras de Toa Baja戦では2-3でチームは敗戦したものの18点（アタック16、ブロック2）をマークした。
2009年に代表入りし、同年のワールドグランプリ2009および翌年のワールドグランプリ2010に出場した。
2012-13シーズンは、韓国Vリーグの韓国道路公社ハイパスジェニスと契約した。2013年2月14日のIBK企業銀行アルトス戦で、1試合55得点（スパイク53点、ブロック1点、サービスエース1点）の世界最高記録を樹立した。ニコルは「チームにとって重要な試合でした。自分の得点記録のことは考えていなかった。勝利に貢献でき、とても幸せ」と語っている。
2013年のパンアメリカンカップにて優勝へ導き、自身もベストサーバー賞とMVPに輝いた。同年8月のワールドグランプリに出場した。ファイナルの最終日に対戦した日本との試合で途中出場ながらも勝利に貢献し、その試合のMIP賞に輝いた。同年11月のグラチャンに出場し、銀メダルを獲得した。
2014年10月の行われた世界選手権では、アメリカ合衆国の初優勝に貢献した。
2020年に現役引退し、オハイオ州立大学女子バレーボールチームのコーチに就任した。
2024年、LOVBオースティンのオペレーションディレクターに就任。

## 代表歴
- アメリカ合衆国代表 - 2009年～

## 受賞歴
- 2013年 - パンアメリカンカップ ベストサーバー賞、MVP
- 2015年 - 北中米選手権 MVP
- 2016年 - リオ五輪 北中米大陸予選 MVP、ベストオポジット賞

## 所属チーム
- Gigantes de Carolina（2009年）
- VC Dynamo-Yantar Kaliningrad（2010-11年）
- 広東恒大（2011-12年）
- 韓国道路公社ハイパスジェニス（2012-2015年）
- 福建（2015-2016年）
- AGILバレー（2016年）
- サリエル・ベレディイェスポル（2016年）
- イモコ・コネリアーノ（2017年）
- プライア・クルーベ（2017-2020年）